# Nathan O'Neill
Nathan Brian O'Neill (nascido em 23 de novembro de 1974) é um ex-ciclista profissional australiano. Foi um dos atletas que representou a Austrália nos Jogos Olímpicos de 2000, em Sydney.